# NX蔦井倉庫
NX蔦井倉庫株式会社（エヌエックスつたいそうこ、英: NX TSUTAI WAREHOUSE CO.,LTD.）は、北海道札幌市・石狩市に拠点を置く倉庫・物流業を営む企業である。

## 概要
かつてはカーフェリー業の東日本フェリー・東日本海フェリーなどとともに同族企業「蔦井グループ」を構成していたが、東日本フェリーの破綻後に倉庫事業強化を求めていた大株主の日本通運が蔦井グループ側の保有株を取得し、2006年に日本通運の連結子会社となった。
2022年1月、日本通運の単独株式移転による持株会社制への移行及びグループブランド「NX」の導入に伴い、蔦井倉庫株式会社（つたいそうこ、英: TSUTAI WAREHOUSE CO.,LTD.）から社名変更された。

## 事業所
- 本社 ‐ 札幌市西区二十四軒3条1丁目2-54
- 石狩新港支店 ‐ 石狩市新港西2丁目744-3
- 大谷地支店 ‐ 札幌市白石区流通センター2丁目2-1
- 西支店 ‐ 札幌市西区二十四軒3条1丁目2-54

## 倉庫面積
- 石狩新港支店 ‐ 13,000m2
- 大谷地支店 ‐ 6,437m2
- 西支店 ‐ 6,692m2

## 沿革
- 1950年（昭和25年）6月 ‐ 桑園倉庫企業組合を創立。(札幌市中央区桑園地区にて創業)
- 1957年（昭和32年）7月 ‐ 社名を桑園倉庫株式会社に変更する。
- 1973年（昭和48年）7月 ‐ 蔦井倉庫株式会社に社名変更する。
- 2006年（平成18年）10月 ‐ 日本通運の完全子会社になる。
- 2022年（令和4年）1月 ‐ 社名をNX蔦井倉庫株式会社に変更する。